# Agene
Pour les articles homonymes, voir Agene (homonymie).
L’Ägene ou Agene, Ägine ou Egine est une rivière coulant en Suisse, dans le canton du Valais. Ce torrent de montagne est un affluent du Rhône (Rotten), sur sa rive gauche.

## Parcours
De type torrentiel, cette rivière est un affluent de la rive gauche du Rhône dans le Haut-Valais. Elle prend sa source dans le lac Distel à 2 598 mètres d'altitude. Coulant dans la vallée d'Aigesse (en allemand Äginental), elle reçoit sur sa rive droite à environ 1 940 mètres les eaux provenant du lac de Gries. Après un parcours de 10 km, elle rejoint le Rhône dans la vallée de Conches près de la commune d'Ulrichen, à la cote 1 345 m. Avant 1965, son débit était plus important grâce au torrent en provenance du glacier de Gries. Actuellement les eaux sont en grande partie captées par le barrage de Gries.